# Róger Flores
Róger Flores Solano (26 maggio 1959) è un ex calciatore costaricano.

## Carriera
Giocò la fase finale del Campionato mondiale di calcio 1990, segnando un gol nella partita vinta 2-1 contro la Svezia.

## Palmarès

### Club
- Campionato costaricano: 5

Alajuelense: 1983-1984
Saprissa: 1987-1988, 1988-1989, 1993-1994, 1994-1995
- CONCACAF Champions' Cup: 3

Alajuelense: 1986
Saprissa: 1993, 1995

### Nazionale
- Coppa delle Nazioni UNCAF: 1

1991